# Паула Селінг
Паула Селінг (рум. Paula Seling, 25 грудня 1979, Бая-Маре) — румунська співачка. Учасниця від Румунії на пісенному конкурсі Євробачення 2010 в Осло із піснею «Playing with Fire» в дуеті з Ові Мартін та Євробачення 2014 у Копенгагені.

## Творча біографія

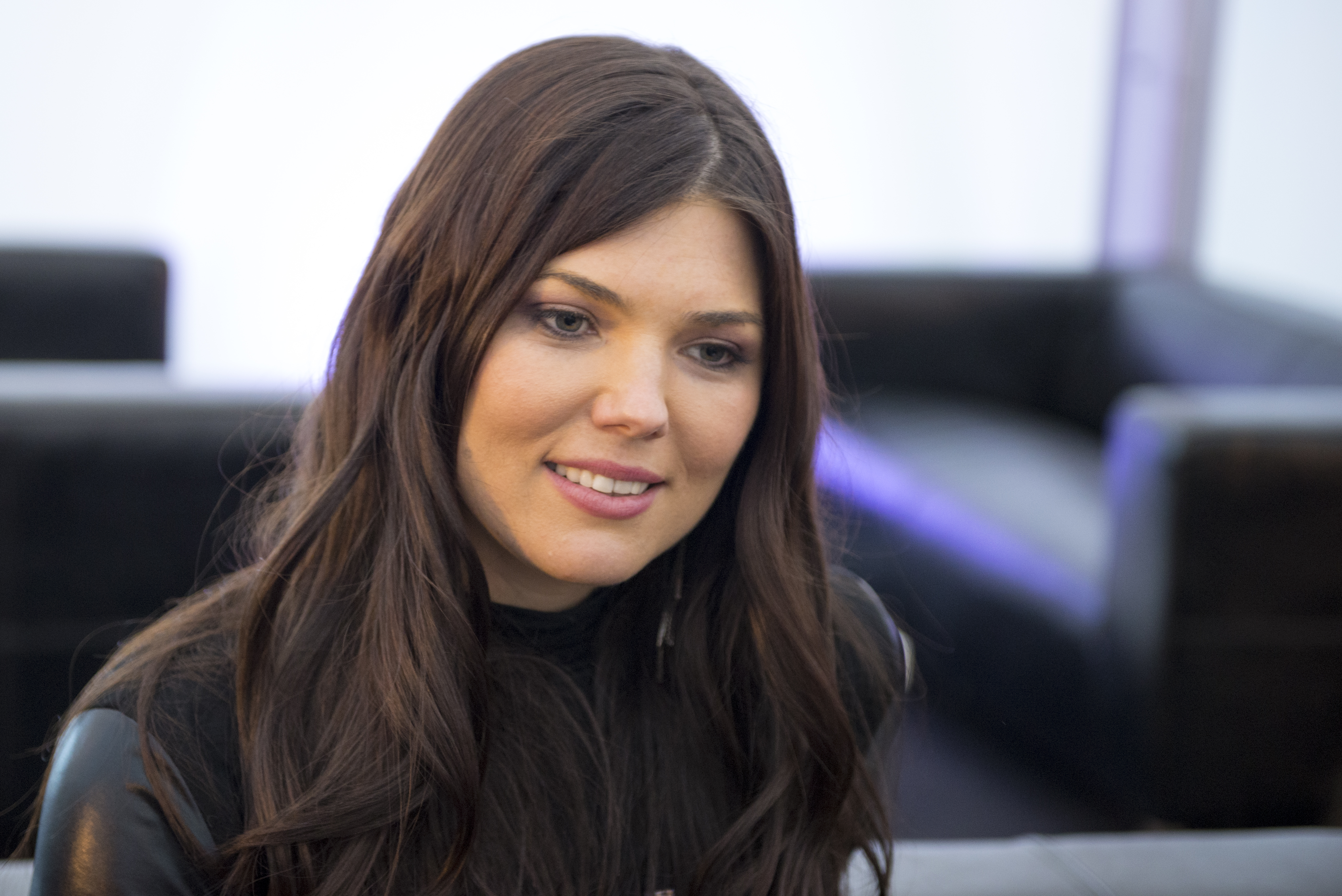
На Євробаченні 2014 року

Паула Селінг народилася в Бая-Маре. У червні 1997 року закінчила Gheorghe Sincai National College. Також вона навчалася в Şcoala Superioară de Jurnalism в Бухаресті. Шість років Селінг навчалася грі на фортепіано.
Восени 2002 року Паула підписала контракт з Roton Records після перемоги на фестивалі Golden Stage Festival. Також в 2002 році вона перемогла у номінаціях румунського MTV — «найкраща співачка» і «найкраще музичний відео». У 2005 Селінг разом з батьком і братом запустила власний звукозаписний лейбл — Unicorn Records Romania. Вона співала дуетом з Аль Бано, Анітою Делс (2 Unlimited). Виступала на розігріві у таких артистів, як Джоан Баез, Чік Коріа, Майкл Болтон, Бейонсе.
Останній альбом Паули «Believe» вийшов в 2009 році. Перший сингл з цього альбому «Believe» досяг сорокового рядка в румунському top-100. Офіційна презентація альбому відбулася 10 червня 2009 року в «Siver Church Club» в Бухаресті. З серпня по грудень 2009 року Паула була в турі по Канаді та Західній Європі. Також у 2009 році Паула знову брала участь у Golden Stage Festival, але вже як член журі.
Після фестивалю Golden Stage Festival співак Овідіу Чернаутяну, відоміший як Ові Мартін або просто Ові, запропонував Паулі співпрацю. У листопаді Паула і Ові разом беруть участь у Selectia Nationala, румунському відборі на Євробачення. Вони записали оригінальну версію пісні, написаною Ові, і зареєструвалися у попередньому відборі. 6 березня вони виграли відбір і отримали право представляти Румунію на Євробаченні-2010. У другому півфіналі Паула і Ові отримали десятий номер виступу, після учасниці від Нідерландів і перед учасниками від Словенії. За результатами голосування вони набрали 104 бали і пройшли у фінал, посівши у півфіналі четверте місце. У фіналі Паула і Ові виступали дев'ятнадцятим, після учасника від Франції і перед учасниками від Росії. За результатами голосування вони набрали 162 бали (в тому числі їм була виставлена одна вища оцінка — 12 балів) і посіли третє місце.